# Elisa Sanz
Elisa Sanz (Burgos, 1971) es una escenógrafa y figurinista española, merecedora de varios premios Max por sus trabajos de vestuario y escenografía e impulsora de la Asociación de Artistas Plásticos Escénicos de España.

## Biografía
En 1992 se trasladó a Madrid después de titularse como delineante proyectista y colaborar con el grupo burgalés «Teatrofias». Durante los años 1992 hasta el 1995 formó parte de los Cursos Experimentales de Escenografía de la Real Escuela Superior de Arte Dramático (RESAD) para la creación de la futura Licenciatura de Escenografía que finalmente se implantará en el año 1997. En 1996 fue becada por el Ministerio de Cultura de España para la realización del Master Europeo de Escenografía en varias capitales europeas. Tras su paso por Londres y Utrech volvió a Madrid y en el 2002 se licenció en Escenografía en la Escuela Superior de Arte dramático.
Sus estudios son alternados con ayudantías para escenógrafos como José L. Raymond o Curt Allen Wilmer y trabajando en la parte técnica con diferentes compañías en gira. En 1999 inició sus tareas el Teatro de la Abadía como coordinadora técnica, y entre 2002-2006 como directora técnica. También ha trabajado en Oficina técnica del Festival de Almagro (2006, 2007 y 2008). En diciembre de 2017 participa en la edición de la publicación Spain on Stage, dramaturgias visuales en españa 2015/2016.

### Reconocimientos
Sus trabajos de diseño de escenografía y vestuario en teatro, danza ópera y musicales, han merecido ocho premios Max de las artes escénicas y nueve nominaciones; un premio Adriá Gual (2011); tres premios FETEN; y el Premio a la Creatividad Ciudad de Burgos en 2012.

## Teatro (selección)
• He nacido para verte sonreir de Santiago Loza. Dirección: Pablo Messiez. Diseño de Escenografía y Vestuario.
• El señor Ye ama a los dragones de Paco Bezerra. Dirección: Luis Luque. Diseño de Vestuario.
• La piedra oscura de Alberto Conejero. Dirección: Pablo Messiez. Diseño de Escenografía y Vestuario
• Emilia de Claudio Tolcachir. Dirección: Claudio Tolcachir. Diseño de Escenografía y Vestuario.
• Lluvia constante de Keith Huff. Versión y Dirección: David Serrano. Diseño de Escenografía y Vestuario.
• El arte de la Entrevista de Juan Mayorga, Dirección: Juan José Afonso. Diseño de Escenografía y Vestuario.
• Nómadas Teatro Paraíso. Dirección Charlote Fallón. Diseño de Vestuario.
• La avería de Dürrenmatt, Adaptación y Dirección de Blanca Portillo. Diseño de Vestuario.
• Todos eran mis hijos. Versión y Dirección: Claudio Tolcachir. Diseño de escenografía y Vestuario,

## Danza (selección)
• Vuelos, coreografía de Enrique Cabrera, para Aracaladanza.
• Con la música en otra parte Compañía Rafaela Carrasco.
• Constelaciones, coreografía de Enrique Cabrera para Aracaladanza.
• “Hebras de mujer”, coreografía de Mónica Runde, para 10 & 10 Danza. Diseño de espacio y vestuario.

## Premios

### Premios Max
| Año  | Categoría                          | Título                     | Resultado |
| ---- | ---------------------------------- | -------------------------- | --------- |
| 2020 | Mejor Escenografía                 | ”Play”                     | Ganadora  |
| 2017 | Mejor Vestuario                    | Vuelos                     | Finalista |
| 2016 | Mejor Escenografía                 | La piedra oscura           | Ganadora  |
| 2016 | Mejor Vestuario                    | El Sr. Ye ama los dragones | Finalista |
| 2013 | Mejor Vestuario                    | Constelaciones             | Finalista |
| 2012 | Mejor Vestuario                    | La Avería                  | Ganadora  |
| 2011 | Mejor Vestuario                    | Nubes                      | Ganadora  |
| 2008 | Mejor Escenografía Mejor Vestuario | Pequeños Paraísos          | Ganadora  |
| 2005 | Mejor Escenografía                 | El rey se muere            | Ganadora  |
| 2003 | Mejor Escenografía                 | Mesías                     | Finalista |

### Premios Fetén
| Año  | Categoría       | Título    | Resultado |
| ---- | --------------- | --------- | --------- |
| 2005 | Mejor Vestuario | Nada Nada | Ganadora  |
| 2000 | Mejor Vestuario | Maletas   |           |